# Acanthodactylus masirae
Acanthodactylus masirae es una especie de reptiles de la familia Lacertidae.

## Distribución geográfica y hábitat
Es endémica del centro y sur de Omán, incluida la isla Masira. Su rango altitudinal oscila entre 0 y 600 m s. n. m..